# 통합민주당 (2016년)
통합민주당(統合民主黨)은 안동옥이 2016년 5월 16일에 창당했던 민족주의 정당이다. 창당 이래로 단 한 번도 선거에 참가하지 않은 관계로 2020년 5월 18일자로 해산되었다.